# Hisham ibn Abd al-Malik
Hišam ibn Abd al-Malik (691. – 6. veljače 743.) (arapskiم بن عبد المل10. omejidski kalif koji je vladao od 723. do smrti 743. godine. 
Bio je jedan od sinova kalifa Abd al-Malik ibn Marvana. Naslijedio je svog brata Jezida II. Njegova unutarnja politika je bila obilježena nastojanjima da se, s jedne strane, strogo primjenjuje šerijatsko pravo, dok je s druge strane bio poklonik kulture i umjetnosti i poticao prevoditi klasične grčke, latinske, perzijske i ine tekstove na arapski. U vanjskoj politici je nastavio agresivnu osvajačku politiku svojih prethodnika, pri čemu se najviše na udaru našlo Bizantsko Carstvo; dijelom zbog nastojanja da se kompenzira neuspjeh pokušaja osvajanja Carigrada, pokrenuo je niz pohoda u Maloj Aziji, pri čemu se pod zapovjedništvom njegova polubrata Maslame, kao i sina Muavije zauzeti Cezareja, odnosno zauzeti i opljačkani brojni gradovi u Kapadociji i Ciliciji, odnosno granica Kalifata pomaknuta na zapad. Također je vodio ratove protiv Hazara na istoku. 
Njegov najambiciozniji vojni pothvat - invazija današnje Francuske koju je 732. iz al-Andalusa pokrenuo Abdul Rahman Al Ghafiqi, koja je, prema tumačenju kasnijih kršćanskih povjesničara - trebala predstavljati uvod u osvajanje cijele Europe, doživjela je veliki neuspjeh u bitci kod Poitiersa, a koji se događaj smatra početkom kraja muslimanske ekspanzije.
Kasnije godine su mu obilježili unutarnji sukobi, pri čemu je 740. izbio velik ustanak Berbera u Sjevernoj Africi, koji je potrajao sve do njegove smrti. Iste je godine izbio šijita ustanak pod Zejd bin Alijem u Iraku, koji je također ugušen. Pred kraj života je Kalifat pogodila epidemija difterije pred kojom je pobjegao u pustinju; usprkos tome se zarazio i umro.
Naslijedio ga je nećak Walid.